# Петрищев, Афанасий Борисович
Афана́сий Бори́сович Петри́щев (21 февраля [4 марта] 1872, Брянск, Орловская губерния — 6 марта 1951, Канада) — русский публицист, учитель и политик.

## Биография
Афанасий Борисович Петрищев родился в Брянске 21 февраля (4 марта) 1872 года в семье брянского мещанина Бориса Андреевича Петрищева, державшего трактир и лавку при собственном доме на Московской улице. В юности Афанасий увлёкся идеями Л. Н. Толстого, переписывал и распространял его запрещённые сочинения, участвовал в кружке толстовцев.
В 1890 году окончил 1-е Брянское окружное училище, в 1893 — Белгородский учительский институт.
С 1893 года служил учителем в 1-м Брянском окружном училище, затем — в Малоархангельске, Дмитрове, Брянске; одновременно сотрудничал с газетой «Брянский вестник». В 1900 году сотрудничал с губернским «Орловским вестником», главным редактором которого тогда был известный журналист М. К. Лемке. По его приглашению в 1901 г. Петрищев оставил учительскую службу и вошёл в состав редакции «Приднепровского края», главным редактором которой стал Лемке. В состав редакции этой газеты входили В. Г. Громан и М. А. Славинский, также оказавшие влияние на формирование его политических взглядов. В 1902 году, после приостановки цензурой выпуска газеты, А. Б. Петрищев уехал в Баку, где сотрудничал в газете А. Н. Лаврова «Баку».
В 1904—1905 году являлся корреспондентом «Киевской газеты». В 1904 году в журнале «Русское богатство» было опубликовано его первое большое произведение — «Заметки учителя», а в период 1905—1906 — ещё ряд статей острого политического содержания. Помимо работы в журнале, опубликовал ряд брошюр: «Из истории кабаков в России», «300 лет: 1606—1906», «Из эпохи государственного бреда», «Крестьяне крамольники» и др. За публикацию последней он даже привлекался к суду, но был оправдан.

Редакция журнала «Русское богатство», в центре (с сигаретой) А. Б. Петрищев

Активное участие А. Б. Петрищева в политической деятельности началось в 1906 г. с момента его присоединения к народно-социалистической партии и вхождения в 1907 г. в редакционный совет центрального печатного органа этой партии — журнала «Русское богатство». С 1908 и вплоть до закрытия журнала большевиками в 1918 году он вёл в этом журнале раздел «Хроника внутренней жизни».
С 1906 по 1917 г. Афанасий Борисович с братом Василием проживали в Петербурге по адресам: Графский пер. д. 3, Троицкая ул. д. 9, Свечной пер. д. 5. В. Б. Петрищев состоял журналистом кадетской газеты «Речь», сотрудничал с издательством «Русская скоропечатня».
В годы Первой мировой войны Афанасий Борисович был «оборонцем», разделяя про-Антантовскую позицию. Февральскую революцию воспринял с оптимизмом и поддержал действия Временного правительства.
В ходе объединённых заседаний ПНС и трудовиков, произошедших 21-23 июня 1917г, партии объединились в трудовую народно-социалистическую партию. Членами ЦК объединённой партии были избраны 48 членов, по 24 из Московской и Петроградской групп. Среди них были такие известные деятели ПНС, как В. П. Воронцов, С. П. Мельгунов, И. П. Алексинский, В. А. Мякотин, А. В. Пешехонов. От Петроградской группы был избран и А. Б. Петрищев.
Кроме «Русского богатства», в конце 1917 г. А. Б. Петрищев печатался в газете ТНСП «Слово в цепях». После Октябрьской революции и последующего закрытия большевиками оппозиционной прессы, в декабре 1917 года уехал в Брянск, где был избран председателем объединённого совещания представителей 25 организаций, выступавших в поддержку Учредительного собрания. Однако с утверждением в годы Гражданской войны Советской власти в Брянске А. Б. Петрищев перешёл на службу к большевикам и даже стал инструктором партийной школы Брянска.
Возвращение А. Б. Петрищева в Петроград в 1921 г. было связано с «Домом литераторов», вокруг которого с 1918 г. (по словам А. В. Амфитеатрова) собирались «всевозможные обломки распущенных редакций и исчезнувших изданий». В «Доме литераторов» он участвовал в полемике, развернувшейся вокруг напечатанного в 1921 г. в Праге сборника «Смена вех»; в 1922 г. принимал участие в публикации сборника «О смене вех» со статьёй «Чужие земляки».
Осенью 1922 г. А. Б. Петрищев был внесён в списки «антисоветской интеллигенции» Петрограда, арестован 16 августа 1922, осуждён 21 сентября 1922 года и в ноябре того же года выслан из Советской России.

### В эмиграции
В 1922—1926 годы жил в Берлине. В 1927 году переехал в пригород Парижа Версаль, где жил по адресу: улица Шантье, дом 80.
Значительная часть его творчества в эмигрантский период связана с работой в газете «Дни», а позднее — в одноимённом журнале, основателем и с 1927 г. редактором которых был А. Ф. Керенский. Помимо работы в «Днях», где фактически занимал пост ответственного редактора, он сотрудничал с журналами «Современные записки» и «Новый град», редактируемыми И. И. Фондаминским (Бунаковым).
После отъезда в 1932 г. Керенского в США А. Б. Петрищев сблизился с П. Н. Милюковым и печатался в его изданиях «Последние новости» и «Русские записки».
В 1940 г., незадолго до немецкой оккупации Франции, переехал в США, где печатался в газете «Новое русское слово». 
По некоторым сведениям, в 1949 г. А. Б. Петрищев переехал из США в Канаду, где и скончался 6 марта 1951 г. в возрасте 79 лет. 
По другим сведениям, А.Б. Петрищев вернулся после войны обратно во Францию, где и скончался 6 марта 1951 г. в возрасте 79 лет. В архиве города Версаль хранится свидетельство о смерти Mr Athanas PETRITCHEFF.

## Семья
Брат — Василий Борисович Петрищев (1877—1942, блокадный Ленинград) — публицист, сотрудник газеты «Речь», участник Петроградского Дома литераторов.
Жена — Юлия Максимовна Петрищева (1874—1942, блокадный Ленинград).
Дети: Александра (р. 1898), Андрей (р. 1899), Константин (р. 1900), Татьяна (р. 1903), Зоя (р. 1904), Василий (1912—1941, репрессирован), Николай (1913—1941, блокадный Ленинград).

## Избранные произведения
- Петрищев А. Б. Заметки учителя. — СПб.: Знание, 1905. — 411 с.
- Петрищев А. Б. Два избирательных закона. — СПб.: Народная воля, 1907. — 32 с.
- Петрищев А. Б. По пути к синоду. (Из истории восточной государственной церкви). — СПб.: Север, 1908. — 147 с.
- Петрищев А. Б. Свобода совести. — М.: Общественная Польза, 1917. — 46 с.
- О смене вех. — Пг.: Логос, 1922. — 83 с.
- Петрищев А. Б. Великий лес — Париж: Паскаль, 1929. — 397 с.